# Stephos deichmannae
Stephos deichmannae är en kräftdjursart som beskrevs av Fleminger 1957. Stephos deichmannae ingår i släktet Stephos och familjen Stephidae. Inga underarter finns listade i Catalogue of Life.